# Рожеріо Олівейра да Сілва
Рожеріо Олівейра да Сілва (порт. Rogério Oliveira da Silva, нар. 13 січня 1998, Нобрес) — бразильський футболіст, лівий захисник німецького «Вольфсбурга».
Виступав за молодіжну збірну Бразилії.

## Клубна кар'єра
Народився 13 січня 1998 року в Нобресі. Починав займатися футболом на батьківщині в системі «Інтернасьйонала», звідки 2016 року був запрошений до Італії, де пограв за молодіжні команди «Сассуоло» і «Ювентуса».
У дорослому футболі дебютував 2017 року виступами за головну команду «Сассуоло». В |сезоні 2018/19 молодий бразилець вже був основним лівим захисником команди на рівні елітного італійського дивізіону.

## Виступи за збірні
2015 року дебютував у складі юнацької збірної Бразилії (U-17), загалом на юнацькому рівні взяв участь у п'яти іграх.
2017 року провів чотири гри за молодіжну збірну Бразилії. Був у її складі учасником тогорічної молодіжної першості Південної Америки.

## Статистика виступів

### Статистика клубних виступів
Станом на 8 серпня 2022
| Сезон                | Команда              | Чемпіонат            | Чемпіонат | Чемпіонат | Національний кубок | Національний кубок | Національний кубок | Континентальні кубки | Континентальні кубки | Континентальні кубки | Інші змагання | Інші змагання | Інші змагання | Усього | Усього |
| Сезон                | Команда              | Ліга                 | Ігор      | Голів     | Ліга               | Ігор               | Голів              | Ліга                 | Ігор                 | Голів                | Ліга          | Ігор          | Голів         | Ігор   | Голів  |
| -------------------- | -------------------- | -------------------- | --------- | --------- | ------------------ | ------------------ | ------------------ | -------------------- | -------------------- | -------------------- | ------------- | ------------- | ------------- | ------ | ------ |
| 2017–18              | «Сассуоло»           | A                    | 13        | 0         | КІ                 | 1                  | 0                  | -                    | -                    | -                    | -             | -             | -             | 14     | 0      |
| 2018–19              | «Сассуоло»           | A                    | 33        | 1         | КІ                 | 2                  | 0                  | -                    | -                    | -                    | -             | -             | -             | 35     | 1      |
| 2019–20              | «Сассуоло»           | A                    | 15        | 1         | КІ                 | 2                  | 0                  | -                    | -                    | -                    | -             | -             | -             | 17     | 1      |
| 2020–21              | «Сассуоло»           | A                    | 27        | 0         | КІ                 | 1                  | 0                  | -                    | -                    | -                    | -             | -             | -             | 28     | 0      |
| 2021–22              | «Сассуоло»           | A                    | 23        | 0         | КІ                 | 1                  | 0                  | -                    | -                    | -                    | -             | -             | -             | 24     | 0      |
| 2022–23              | «Сассуоло»           | A                    | 0         | 0         | КІ                 | 1                  | 0                  | -                    | -                    | -                    | -             | -             | -             | 1      | 0      |
| Усього за «Сассуоло» | Усього за «Сассуоло» | Усього за «Сассуоло» | 111       | 2         |                    | 8                  | 0                  |                      | -                    | -                    |               | -             | -             | 119    | 2      |
| Усього за кар'єру    | Усього за кар'єру    | Усього за кар'єру    | 111       | 2         |                    | 8                  | 0                  |                      | -                    | -                    |               | -             | -             | 119    | 2      |